# Antonieta Luisa Costa
Antonieta Luísa Costa, conhecida como Nieta, é uma figura proeminente na luta pelos direitos das pessoas negras em Mato Grosso, Brasil. Se tornou uma das vozes mais influentes do movimento negro em Mato Grosso e ocupou a presidência do Instituto de Mulheres Negras de Mato Grosso (Imune). Sua trajetória é marcada por uma firme defesa da identidade negra e uma incansável luta contra o racismo e a desigualdade social.

## Biografia
Nieta nasceu em Cuiabá no ano de 1969, Mato Grosso, e construiu uma carreira exemplar pautada pelo compromisso com a educação e a promoção da igualdade racial. Com uma trajetória de anos de militância, Nieta se destaca como uma das figuras mais influentes na luta pelos direitos das mulheres negras e na promoção da justiça social em sua região.
Graduada em Pedagogia pela Universidade de Cuiabá (UNIC) e Geografia pela Universiade Federal do Mato Grosso (UFMT), Antonieta aprofundou seus conhecimentos ao concluir a pós-graduação em Educação Integral pela Universidade Federal de Mato Grosso (UFMT). Sua formação acadêmica sólida reflete seu compromisso com uma educação inclusiva e de qualidade, essencial para a transformação social.
Ao longo de sua carreira, Nieta exerceu papéis de liderança e influência. Tornando-se uma das fundadoras e presidente do Instituto de Mulheres Negras de Mato Grosso (IMUNE-MT), uma organização crucial para o empoderamento das mulheres negras e a promoção de políticas públicas voltadas para a igualdade racial. Em seu papel como presidente do IMUNE, Nieta tem sido uma voz ativa na luta por direitos e oportunidades para a comunidade negra.
Além de sua atuação no IMUNE, Antonieta Luísa Costa tem se destacado em diversas esferas. Ela foi a primeira mulher a presidir o Conselho Estadual de Promoção da Igualdade Racial, um marco significativo na promoção da justiça racial em Mato Grosso. Também é conselheira estadual de Educação e desempenha um papel fundamental como representante do IMUNE no Conselho da Cidade de Várzea Grande (ConCidade).
Sua experiência e expertise foram reconhecidas na coordenação da Política Estadual Para Imigrantes, onde trabalhou para garantir a inclusão e o bem-estar dos imigrantes em Mato Grosso. Nieta também é membro ativo do Fórum Permanente de Relações Raciais e Educação e do Conselho Estadual de Educação, contribuindo para o desenvolvimento de políticas educacionais e sociais mais justas e equitativas.
Além de suas atividades institucionais, Antonieta é uma figura culturalmente significativa, tendo sido uma das fundadoras do grupo cultural Filhas de Oxum e do Centro Cultural Casa das Pretas. Seu envolvimento com a cultura negra e suas tradições é um testemunho de sua dedicação à valorização e preservação da identidade cultural.
Antonieta Luísa Costa é um exemplo notável de liderança, dedicação e paixão pela educação e pela justiça social. Sua trajetória inspira muitos e continua a impactar positivamente a vida de inúmeras pessoas em Mato Grosso e além.

## Homenagem nacional
Na novela Terra e Paixão, que se passa na cidade fictícia de Nova Primavera, em Mato Grosso do Sul, o nome da escola local, Escola Municipal Professora Nieta Romilda, tem um significado especial. A diretora de arte, Didi Maakaroun, revelou que a escolha do nome foi inspirada em duas personalidades que representam a luta e a contribuição das professoras negras na região.